# دانيال كاروثرز
دانيال كاروثرز (بالإنجليزية: Danielle Carruthers)‏ هي منافسة ألعاب القوى أمريكية، ولدت في 22 ديسمبر 1979 في بادوكا في الولايات المتحدة.

## وصلات خارجية
- دانيال كاروثرز على موقع الاتحاد الدولي لألعاب القوى (الإنجليزية)
- دانيال كاروثرز على موقع الاتحاد الأمريكي لسباقات المضمار والميدان (الإنجليزية)
- دانيال كاروثرز على موقع الدوري الماسي (الإنجليزية)